# Parti populaire du Kazakhstan
 (octobre 2016).
Si vous disposez d'ouvrages ou d'articles de référence ou si vous connaissez des sites web de qualité traitant du thème abordé ici, merci de compléter l'article en donnant les références utiles à sa vérifiabilité et en les liant à la section « Notes et références ».
Le Parti populaire du Kazakhstan (en kazakh : Қазақстан коммунистік халық партия (ҚКХП), abrégé en QHP), anciennement le Parti communiste populaire du Kazakhstan (en kazakh : Қазақстан коммунистік халық партия (ҚКХП), en russe : Коммунистическая народная партия Казахстана (КНПК)), est un parti politique kazakh. Les secrétaires du comité central du parti sont Tourgoun Syzdykov (en), Gauhar Nugmanova et Viktor Smirnov.
Le parti est reconnu le 21 juin 2004. Il comptait, à l'époque, entre 90 000 et 100 000 adhérents (0,6% de la population totale du Kazakhstan). Lors des élections législatives de 2004, le parti obtient 1,98 % des suffrages. Lors des élections de 2007, le parti rassemble 1,29 % des suffrages et n'atteint toujours pas le seuil électoral de 7%, nécessaire pour faire son entrée au Mazhilis. En obtenant près de 500 000 voix, le parti réussi à faire élire des députés pour la première fois de son histoire à l'occasion des élections législatives de 2012. Il réédite cette performance 4 ans plus tard, à l'occasion des élections législatives de 2016, et progresse de 38 000 voix par rapport à l'élection précédente.  
La formation change de nom pour en retirer l'adjectif communiste le 11 novembre 2020 à la suite d'un congrès extraordinaire du parti.

## Idéologie

Ancien logo, avant le changement de nom de 2020.

Le parti déclare que son objectif est de s'orienter vers une société de démocratie véritable, de justice sociale, de spiritualité générale, de liberté et d'économie prospère, fondée sur le progrès scientifique et technologique et les principes du socialisme scientifique. Selon l'idéologie du QKHP, la pièce maîtresse de la société sera un citoyen jouissant de tous les droits et libertés civiques, de possibilités de développement et de manifestation de ses capacités, ainsi que de la capacité de satisfaire ses divers besoins.
Pour atteindre cet objectif, le parti s'est fixé les tâches suivantes :
- Dans la sphère politique - lutte pour la démocratisation, conquête du pouvoir, établissement d'une véritable démocratie, construction de la République populaire du Kazakhstan, reconnaissance de la propriété, excluant l'exploitation de l'homme, à savoir : État, collectif, privé, actionnaire, coopérative.

- Dans le domaine économique - surmonter l'orientation vers les matières premières dans le développement économique, introduction de technologies modernes dans l'industrie et l'agriculture, rétablissement de la propriété de l'État dans les secteurs clés de l'économie.

- Dans le domaine social - rétablissement et extension de la sécurité sociale pour la population qui existait dans le pays avant les réformes des années 1990.

- Dans les relations internationales - soutien du processus d'intégration de la république avec les pays de la CEI, lutte contre le terrorisme, renforcement de la coopération internationale.

## Résultats électoraux

### Présidentielles
| Année | Candidat                   | Voix    | %      | Résultat |
| ----- | -------------------------- | ------- | ------ | -------- |
| 2005  | Yerassyl Abylkassymov (en) | 23 252  | 0,34 % | Défaite  |
| 2011  | Jambyl Ahmetbekov (en)     | 111 924 | 1,36 % | Défaite  |
| 2015  | Tourgoun Syzdykov (en)     | 145 756 | 1,46 % | Défaite  |
| 2019  | Jambyl Ahmetbekov (en)     | 167 649 | 1,82 % | Défaite  |

### Mazhilis
| Élection | Voix    | %    | Sièges | ±             | Résultat            |
| -------- | ------- | ---- | ------ | ------------- | ------------------- |
| 2004     | 94 140  | 1,98 | 0      | en stagnation | Extra-parlementaire |
| 2007     | 76 799  | 1,30 | 0      | en stagnation | Extra-parlementaire |
| 2012     | 498 788 | 7,19 | 7      | 7             | Opposition          |
| 2016     | 537 123 | 7,14 | 7      | en stagnation | Opposition          |
| 2021     | 659 019 | 9,10 | 10     | 3             | Opposition          |
| 2023     | 432 920 | 6,80 | 5      | 5             | Opposition          |